# It Happened to Adele
It Happened to Adele er en amerikansk stumfilm fra 1917 af Van Dyke Brooke.

## Medvirkende
- Gladys Leslie som Adele.
- Carey L. Hastings
- Peggy Burke som Blanche.
- Charles Emerson som Vincent Harvey.
- Clarine Seymour som Mary.